# Gonzalo Payo
Gonzalo Payo Subiza (Pulgar, Toledo, 10 de enero de 1931 - Toledo, 13 de agosto de 2002) fue un político español de Castilla-La Mancha.

## Biografía
Licenciado en Matemáticas por la Universidad de Zaragoza (1958), y doctor ingeniero geógrafo desde 1964. 
Fue elegido diputado por la provincia de Toledo en dos ocasiones en las listas de Unión de Centro Democrático, primero en las elecciones del 15 de junio de 1977, en la llamada legislatura constituyente, y en las siguientes elecciones generales de 1979. También fue miembro del primer consistorio democrático de la ciudad de Toledo por la UCD y presidente de la Diputación Provincial de Toledo. A todos estos cargos, se añaden los de presidente regional y provincial de su partido. Además, fue el segundo Presidente de la Junta de Comunidades de Castilla-La Mancha en la época preautonómica en sustitución del senador Antonio Fernández-Galiano, entre febrero y diciembre de 1982. Toda esta acumulación de cargos hace que incluso se cuestione la posible incompatibilidad legal a propuesta del PSOE en pleno municipal.
En 1982 decide no presentarse, abandona la política, salvo algunos contactos con la Unión Liberal en 1984. 
En 1995 es elegido diputado regional en las filas del Partido Popular, permaneciendo en el cargo hasta el día de su muerte.